# Mitreola macrophylla
Mitreola macrophylla är en tvåhjärtbladig växtart som beskrevs av Ding Fang och D.H. Qin. Mitreola macrophylla ingår i släktet Mitreola och familjen Loganiaceae. Inga underarter finns listade i Catalogue of Life.